# Accord d'Esquipulas
L'accord d'Esquipulas (en espagnol : Acuerdo de Esquipulas), officiellement la procédure pour établir une paix ferme et durable en Amérique centrale (en espagnol : Procedimiento para establecer la paz firme y duradera en Centroamérica), est une initiative lancée au milieu des années 1980 visant à résoudre les conflits militaires qui tourmentent l'Amérique centrale pendant de nombreuses années, durant même des décennies dans le cas du Guatemala, notamment. Cet accord de paix est basé sur les travaux effectués par le Groupe de Contadora entre 1983 et 1985. L'accord, aussi nommé l'accord d'Esquipulas II, est signé le 7 août 1987 et fait suite à la déclaration d'Esquipulas (aussi nommée la déclaration d'Esquipulas I), signée quant à elle le 25 mai 1986.
Bien que l'accord de 1987 porte le nom de la ville guatémaltèque d'Esquipulas, où les premières réunions ont lieu, il est signé à Guatemala.

## Déclaration d'Esquipulas
Le 25 mai 1986, cinq présidents de pays d'Amérique centrale se rencontrent dans la ville guatémaltèque d'Esquipulas à l'occasion d'une réunion communément nommée « Esquipulas I » qui vise à jeter les bases et à consolider l'action politique des dirigeants de ces pays et à éventuellement établir par Esquipulas II – devant se tenir en 1987 – la procédure pour parvenir à une paix ferme et durable dans la région. Lors de cette réunion « est proposée la création du Parlement centraméricain pour renforcer la participation démocratique et pluraliste au processus ». Le président costaricain Óscar Arias Sánchez soumet par ailleurs un plan de paix à la suite de cette réunion. 
En 1986 et 1987, le « Processus d'Esquipulas » est mis sur pied, promu par le président guatémaltèque Vinicio Cerezo, dans le cadre duquel les chefs d'État d'Amérique centrale s'accordent sur la coopération économique et une structure de base pour la résolution pacifique des conflits. De là, émerge l'« accord d'Esquipulas II », qui sera signé le 7 août 1987 à Guatemala par le président du Guatemala Vinicio Cerezo, le président du Salvador José Napoleón Duarte, le président du Nicaragua Daniel Ortega, le président du Honduras José Azcona del Hoyo et le président du Costa Rica Óscar Arias Sánchez.

## Accord d'Esquipulas II

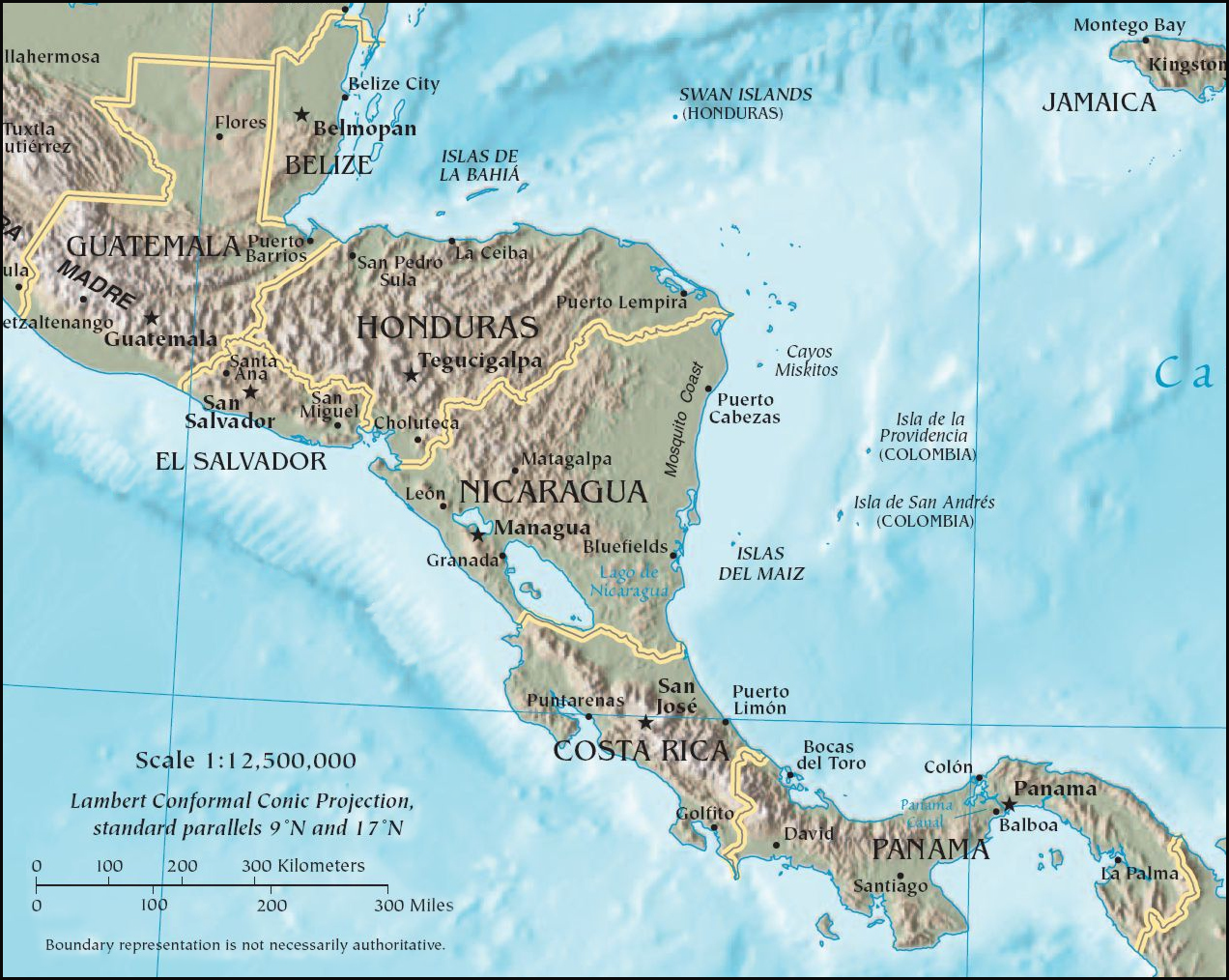
Carte de l'Amérique centrale.

Signé le 7 août 1987 à Guatemala, l'accord d'Esquipulas II définit un certain nombre de mesures pour promouvoir la réconciliation nationale, la fin des hostilités, la démocratisation, des élections libres, la fin de toute assistance aux forces militaires irrégulières, les négociations sur le contrôle des armements et l'assistance aux réfugiés. Il jette également les bases des procédures internationales de vérification et met en place un calendrier pour leur mise en œuvre.
Quant à lui, le gouvernement des États-Unis refuse de reconnaître cet accord en raison de la reconnaissance de facto faite au gouvernement démocratiquement élu du Nicaragua (régime sandiniste), que le gouvernement des États-Unis rejette et considère comme illégitime et antidémocratique,. Le rejet n'a aucun effet. Par contre, il est prétendu que celui-ci ait réussi car il s'agissait en fait d'une attaque politique astucieuse visant le gouvernement sandiniste du Nicaragua. Finalement, l'accord est réécrit pour satisfaire tous les pays concernés. 
Au cours des années suivantes, l'accord d'Esquipulas II jette les bases de l'accord d'Oslo de 1990 (à ne pas confondre avec les accords d'Oslo de 1993 entre le gouvernement israélien et l'Organisation de libération de la Palestine). L'accord d'Oslo de 1990 constitue un accord préliminaire entre la Commission de réconciliation nationale guatémaltèque (CNR) et la guérilla de l'Unité révolutionnaire nationale guatémaltèque (URNG) qui met fin à plus de trois décennies de conflit armé au Guatemala. Il jette également les bases des accords de paix de Chapultepec de 1992, mettant fin à la guerre civile salvadorienne.
L'accord d'Esquipulas conduit le président Óscar Arias à recevoir le prix Nobel de la paix en 1987, en raison de la capacité politique du Costa Rica à négocier. La déclaration comme l'accord portent le nom d'Esquipulas en l'honneur du lieu du même nom, la capitale de la foi d'Amérique centrale, située au Guatemala qui a inspiré le processus de paix. Le président Vinicio Cerezo déclare que le prix aurait dû être décerné à tous les présidents signataires, car ils ont fait de grands efforts pour que les accords d'Esquipulas soient maintenus et réussis.